# ألبرت بورن
ألبرت بورن (1862 في المملكة المتحدة - ) بالإنجليزية (Albert Bourne) هو لاعب كرة قدم بريطاني (وحمل سابقاً جنسية المملكة المتحدة لبريطانيا العظمى وأيرلندا) في مركز الدفاع. لعب مع ستوك سيتي.